# E552
La ruta europea E552 és una carretera que forma part de la Xarxa de carreteres europees. Comença a Múnic (Alemanya) i finalitza a Linz (Àustria). Té una longitud de 212 km. Té una orientació d'est a oest.